# Армандо Реверон
Армандо Реверон  (ісп. Armando Julio Reverón; 10 травня 1889, Каракас — 17 вересня 1954, Каракас) — венесуельський художник і скульптор, один з найяскравіших живописців ХХ століття в Латинській Америці.

## Біографія
Армандо Реверон народився 10 травня 1889 року в Каракасі. Інтерес до живопису виявився з дитинства. Розпочав навчання в коледжі в Каракасі. Його дядько, Рікардо Монтілла, який навчався в Нью-Йорку, навчав його малюванню і пробудив художнє покликання. У будинку Монтілли Армандо познайомився і потоваришував з його дочкою Долорес Трівіезо, яка стала моделлю для ранніх робіт А.Реверона. У 1896 році після розпаду шлюбу батьків А.Реверон переїжджає в венесуельське містечко Валенсію і живе в сім'ї Родріге. Реверон знайомиться з молодим живописцем Цезарем Прієто, який порадив йому вступити в Каракаську Національну академію витончених мистецтв. В Академії вчителями А.Реверона були Еміліо Маурі, Антоніо Герреа Торо і Педро Зепра (в 1908—1911 роках). Помітивши його художній талант, професори запропонували юнакові продовжити освіту в Європі. У 1911 він прибуває в Барселону і вступає на навчання в місцеву Школу образотворчих мистецтв. У 1912—1913 роках А.Реверон навчається в мадридській Академії образотворчих мистецтв Сан-Фернандо, в класі Антоніо Муньеса Дегрейна, у якого навчався свого часу Сальвадор Далі. В Іспанії молодий художник ретельно вивчає полотна Ф.Гойї, Д.Веласкеса і Ель Греко. У 1914 році А.Реверон приїжджає до Франції, живе в Парижі і багато малює пейзажі паризьких околиць. Повернувшись до Венесуели в 1915 році, він вступає в 1916 році в модерністську групу «Суспільство витончених мистецтв», члени якої виступали проти академізму в сучасному живописі. Художники створилили незалежну студію, яка займалася в тому числі і навчанням. Члени групи воліли зображувати на своїх полотнах переважно природу і жанрові сценки. У 1918 знайомиться на карнавалі з Хуанітою Мота, своєю постійною моделлю, подругою і в майбутньому — дружиною. Він тимчасово припиняв малярства, тому що виявились перші ознаки нервового захворювання. У 1953 році, після нового нападу хвороби, А.Реверон повертається до занять живописом. Помер у шпиталі.

## Творчість
У 1916 році А.Реверон пише свої перші пейзажі в синіх тонах, відкриваючи так званий «Синій період» у своїй творчості. У 1917 він переїжджає в місто Ла-Гуайра і заробляє на життя там викладанням малюнка для дітей в багатих сім'ях. У 1919 році Реверон знайомиться також з прибулим до Венесуели художником-ілюстратором і пейзажистом Миколою Фердінандовим, який мав великий вплив на творчість венесуельського художника. У 1921 році художник селиться в невеликому містечку Макути, в центральній частині венесуельського узбережжя. У Макуто, відірвавшись від міста, Реверон зміг розвинути глибше розуміння природи; це змусило його розробити свій особливий метод живопису за допомогою природнього матеріалу. Він споруджує будинок-майстерню, в якому проведе решту років життя. Тут він пише безліч полотен-пейзажів, що зображають яскравість і соковитість тропічної природи. У 1924—1925 роках «синій період» змінюється в творчості А.Реверона другим — «білим періодом», який тривав до 1932 року.
З 1939 року художник починає розробляти і створювати ляльки, пише полотна, що зображували жіночі фігури. У 1945 році, в результаті нового загострення неврозу, він змушений був лягти в лікарню на лікування. Після виходу з лікарні, в 1947 році Реверон знову конструює різні ляльки. Він зайнятий також виготовленням фурнітури, музичних інструментів, масок і т. ін. У 1936 він знову починає малювати, у творчості А.Реверона настає третій — «період сепії», при цьому багато його робіт присвячені морським видам, видам узбережжя і порту Ла-Гуайра. На початку 1940 року він розпочав свою сесію Período Sepia, що відповідає ряду полотен, намальованих на узбережжі та в порту Ла-Гуайра, в яких коричневі тони є домінуючими в ландшафтах суші та моря. Згодом він пережив період депресії після психотичного зриву, який змусив утримуватися в санаторії «Сан-Хорхе». Одужавши, він працював в іншому стилі. З цього моменту він сховався у чарівний Всесвіт, навколо створених ним предметів та ляльок, народив останній і делірійний експресіоністичний етап своєї творчості образний період, що характеризується використанням таких матеріалів, як крейда, кольорові олівці та театральна фантазія.

## Виставки. Досягнення
- У 1933 році проходить в Каракасі перша велика виставка робіт А.Реверона. Потім його роботи експонуються в галереї Каті Гранофф в Парижі.

- У 1953 році художнику присвоюється Національна премія в області живопису (Premio Nacional de Pintura)

## Кінематограф
У 1952 в Венесуелі режисер Маргот Венасерраф відзняла півгодинний документальний фільм про А. Реверона. У травні 2011 року в Венесуелі знято художній фільм про життя художника під назвою «Reveron La Pelicula». Режисер — Дієго Ріскес, в головній ролі (Армандо Ріверона) знімався Луїджі Скіаманна.